# 俄羅斯的娜潔日達·彼得羅芙娜公主
娜潔日達·彼得羅芙娜（俄语：Надежда Петровна，1898年3月3日—1988年4月21日）是俄羅斯的彼得·尼古拉耶維奇大公與蒙特內哥羅的米莉察之女。

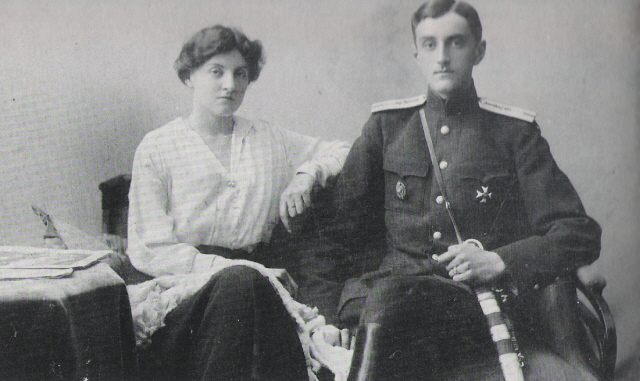
娜潔日達·彼得羅芙娜（左）

## 家庭
1917年，娜潔日達·彼得羅芙娜與尼古拉·奧爾洛夫（Nicholas Orlov）結婚，兩人共有兩個女兒：
1. 伊琳娜（1918年—1989年）
2. 謝妮亞（1921年—1963年）